# Camila Amado
Camilla de Holanda Amado, más conocida como Camila Amado (Río de Janeiro, 7 de agosto de 1938–Río de Janeiro, 6 de junio de 2021) fue una actriz brasileña.

## Biografía
Amado era hija de la educadora Henriette Amado y de Gilson Amado, fundador del canal Televisão Educativa y pariente lejano del escritor Jorge Amado. Debutó en el cine y en la televisión de su país a finales de la década de 1960. Por su desempeño en la película O Casamento, dirigida por Arnaldo Jabor en 1975 y basada en la obra homónima de Nelson Rodrigues, ganó el Premio Kikito como mejor actriz de reparto y el Premio Especial del Jurado en el Festival de Cine de Gramado.
Estuvo casada durante catorce años con el actor, escritor y político Stepan Nercessian. Falleció en Río de Janeiro el 6 de junio de 2021 a los ochenta y dos años.

## Filmografía

### Televisión
| Año     | Título                             | Papel                   | Notas       |
| ------- | ---------------------------------- | ----------------------- | ----------- |
| 1958–61 | Apresentação Teatro Moinho de Ouro | Varios                  |             |
| 1959    | Floradas na Serra                  |                         |             |
| 1959–62 | Grande Teatro Tupi                 | Varios                  |             |
| 1969    | Rosa Rebelde                       |                         |             |
| 1969    | Um Gosto Amargo de Festa           |                         |             |
| 1972    | Tempo de Viver                     |                         |             |
| 1978    | O Pulo do Gato                     | Sofia                   |             |
| 1979    | Plantão de Polícia                 |                         | 1 episodio  |
| 1982    | Chico Anysio Show                  | Maria José              |             |
| 1982    | Sol de Verão                       | Noêmia                  |             |
| 1983    | Caso Verdade                       | Elisa                   | 1 episodio  |
| 1999    | Você Decide                        |                         |             |
| 2001    | Brava Gente                        |                         | 1 episodio  |
| 2001    | Retrato Falado                     | Chica                   |             |
| 2002    | Coração de Estudante               |                         |             |
| 2003    | A Casa das Sete Mulheres           | Tia Ângela              |             |
| 2004    | Carga Pesada                       | Joaquina                | 1 episodio  |
| 2006    | Sítio do Picapau Amarelo           | Rainha Tília            |             |
| 2006    | Linha Direta Justiça               | Maria Cândida Guimarães | 1 episodio  |
| 2007    | A Grande Família                   | Isaltina                | 1 episodio  |
| 2009–11 | Aline                              | Rosa Pedrosa            |             |
| 2011    | Força-Tarefa                       | Leonor                  |             |
| 2011    | Cordel Encantado                   | Zefa                    |             |
| 2012    | Amor Eterno Amor                   | Olga                    |             |
| 2014    | Doce de Mãe                        | Dora                    |             |
| 2014    | Os Homens São de Marte             | Helena Garcia           | 4 episodios |
| 2014–15 | Tapas & Beijos                     | Cidinha                 |             |
| 2015    | Sete Vidas                         | Cida                    |             |
| 2015    | As Canalhas                        | Esther                  | 1 episodio  |
| 2015    | Pé na Cova                         | Ivonete                 | 1 episodio  |
| 2016    | Ligações Perigosas                 | Madre Antônia           |             |
| 2016    | Me Chama de Bruna                  | Graça                   |             |
| 2017    | Pega Pega                          | Marieta Lazarini        |             |
| 2017    | Sob Pressão                        | Lúcia                   | 1 episodio  |
| 2018    | Jesus                              | Hanna                   |             |
| 2019    | Homens?                            |                         |             |
| 2019    | Topíssima                          | Zilá da Silva           |             |
| 2019    | Éramos seis                        | Cândida Amaral          |             |
| 2020    | Chacrinha: A Série                 | Aurélia                 |             |

### Cine
| Año  | Título                       | Papel             |
| ---- | ---------------------------- | ----------------- |
| 1969 | Um Gosto Amargo de Festa     |                   |
| 1975 | Quem Tem Medo de Lobisomem?  | Iracema           |
| 1975 | O Casamento                  | Noêmia            |
| 1980 | Parceiros da Aventura        | Prostituta        |
| 1992 | Floresta da Tijuca           |                   |
| 1995 | As Meninas                   | Madre Alix        |
| 2000 | Os Filhos de Nelson          |                   |
| 2000 | Amélia                       | Oswalda           |
| 2001 | Condenado à Liberdade        | Madre de Ângela   |
| 2001 | Copacabana                   | Miloca            |
| 2005 | Carreiras                    |                   |
| 2008 | Os Desafinados               | Empresaria        |
| 2009 | Verônica                     | Rita              |
| 2010 | Eu e Meu Guarda-Chuva        | Nenê              |
| 2011 | Olhos nos Olhos              |                   |
| 2011 | Vai que Dá Certo             |                   |
| 2012 | A Novela das 8               | Maria             |
| 2013 | O Abismo Prateado            | Norma             |
| 2013 | Eu Não Faço a Menor Ideia    | Inês              |
| 2015 | Cinzento e Negro             | Armanda           |
| 2015 | Pequeno Dicionário Amoroso 2 | Dona Sônia        |
| 2015 | Loucas pra Casar             | Suely de Carvalho |
| 2017 | Redemoinho                   | Bibica            |
| 2017 | Duas de Mim                  | Maria             |
| 2017 | O Vestido de Myriam          | Myriam            |
| 2017 | Rúcula Com Tomate Seco       | Célia             |
| 2018 | Back to Maracanã             |                   |
| 2018 | Chacrinha: O Velho Guerreiro | Aurélia           |